# غايا (النيجر)
غايا (بالفرنسية: Gaya)‏ هي إدارة في النيجر، تقع في دوسو، بلغ عدد سكانها 261,638  نسمة وذلك حسب إحصائيات سنة 2012، عاصمتها غايا ‏.